# Marin Rajkov
Marin Rajkov Nikolov (in bulgaro Марин Райков Николов?; Washington, 17 dicembre 1960) è un politico e diplomatico bulgaro.
Dal marzo al maggio 2013 ha preso il ruolo temporaneo di Primo ministro della Bulgaria ad interim in un governo tecnico istituito da Rosen Plevneliev. Nello stesso periodo ha anche assunto il ruolo di Ministro degli esteri del Paese. 
Dal 1998 al 2001, come membro del Governo guidato da Ivan Kostov, e nel periodo 2009-2010, come parte del Governo di Bojko Borisov, è stato Viceministro degli esteri.
Dal luglio 2013 è ambasciatore della Repubblica di Bulgaria in Italia.